# The Ring Two
The Ring Two is een Amerikaanse horrorfilm uit 2005 onder regie van Hideo Nakata. De productie is het vervolg op de The Ring. Hoewel laatstgenoemde wel een Engelstalige versie was van het Japanse Ringu, heeft The Ring 2 weinig tot niets gemeen met Ringu 2.

## Verhaal
Rachel is met haar zoon Aidan naar Astoria verhuisd en werkt bij de plaatselijke krant. In de archieven ontdekt Rachel een moordzaak en het lijkt erop dat de zaak te maken heeft met de mysterieuze videoband. Dan wordt Aidan opgenomen in het ziekenhuis: bewusteloos, onderkoeld en vol blauwe plekken. Rachel denkt dat dit het werk is van Samara Morgan en ze gaat terug naar Seattle om dieper te graven in haar verleden.

## Rolverdeling
- Naomi Watts - Rachel Keller
- Simon Baker - Max Rourke
- David Dorfman - Aidan Keller
- Kelly Stables - Samara Morgan
  - Daveigh Chase - jonge Samara Morgan (archiefbeelden)
  - Bonnie Morgan - Samara Morgan (stuntdubbel, onvermeld)
- Elizabeth Perkins - Dr. Emma Temple
- Gary Cole - Martin Savide
- Sissy Spacek - Evelyn
  - Mary Elizabeth Winstead - Evelyn (jonge versie)
- Ryan Merriman - Jake
- Emily VanCamp - Emily
- James Lesure - Dokter

## The Ring 3
The Ring 3, een voorgeschiedenis van The Ring gebaseerd op Ringu 0: Birthday van Hideo Nakata, zou het laatste deel moeten worden van de trilogie van The Ring. De film stond aanvankelijk gepland om in 2007 door DreamWorks uitgebracht te worden onder regie van Nakata. De film is echter meerdere malen uitgesteld. In april 2010 berichtten verschillende media dat Paramount bevestigd zou hebben dat het derde deel in 3D zou worden gemaakt en in 2012 zou uitkomen, met een scenario van David Loucka. In juli 2011 was de film echter nog niet daadwerkelijk in productie gegaan, zodat onzeker is of de film inderdaad gemaakt gaat worden.

## Muziek
De muziek uit de film is gecomponeerd door Hans Zimmer, Henning Lohner en Martin Tillman. Er is ook een soundtrack van de film uitgebracht. De soundtrack bevat zowel muziek uit de eerste film als uit de tweede film. Bij sommige tracks zijn de nummers gemixt met de muziek uit de  eerste film  en de tweede film. De tracklist bevat:
1. The Well 11:24
2. Before You Die You See The Ring 7:09
3. This Is Going To Hurt 2:47
4. Burning Tree 10:13
5. Not Your Mommy 3:59
6. Shelter Mountain 4:10
7. The Ferry 3:15
8. I'll Follow Your Voice 6:28
9. She Never Sleeps (Remix) 2:17
10. Let The Dead Get In (Remix) 3:59
11. Seven Days (Remix) 3:42
12. Television (Remix) 4:00